# Anderson Summit
Der Anderson Summit ist mit 2810 m der höchste Gipfel des Ford-Massivs in den Thiel Mountains im westantarktischen Marie-Byrd-Land. Der abgesehen von seiner Spitze verschneite Berggipfel ragt unmittelbar südöstlich des Walker Spur auf.
Die Erstbesteigung erfolgte 1961 durch den US-amerikanischen Geologen Arthur B. Ford im Rahmen der vom United States Geological Survey (USGS) zwischen 1960 und 1961 durchgeführten Expedition zu den Thiel Mountains. Namensgeber ist Charles Alfred Anderson (1902–1990), damals leitender Geologe des USGS.